# مارك باومغارتنر
مارك باومغارتنر (4 مارس 1971 في سويسرا - ) هو لاعب كرة يد سويسرا في مركز ظهير ‏. شارك في الألعاب الأولمبية الصيفية 1996. ولعب مع نادي لمغو لكرة اليد.

## وصلات خارجية
- مارك باومغارتنر على موقع الاتحاد الأوروبي لكرة اليد (الإنجليزية)
- مارك باومغارتنر على موقع أوليمبيديا (الإنجليزية)